# L'Éventail
Pour les articles homonymes, voir Éventail (homonymie).
L'Éventail (Il ventaglio) est une pièce de théâtre en trois actes de Carlo Goldoni écrite en 1764.

## Histoire
Considérée comme une pièce puissante par Goldoni dans ses Mémoires, elle est un échec à Paris en 1764 ; jouée l'année suivante à Venise, elle connaît un succès immense.

## Résumé
Evaristo éprouve un tendre sentiment pour Candida.  Candida a aussi un réel penchant pour Evaristo, mais elle est surveillée
de près par sa tante, Geltruda. 
Après que Candida ait brisé son éventail, Evaristo lui en achète un autre et charge Giannina, une paysanne, d'aller porter l'éventail à Candida.  Par ailleurs, Giannina elle-même est l'objet d'une intense rivalité entre Crespino le cordonnier et Lemoncino le cafetier.
Avant que Giannina  puisse remettre l'éventail à Candida, celle-ci découvre qu'Évaristo a donné un éventail à Giannina.  L'éventail devient ainsi le centre d'une série de malentendus.  